# Potamarius usumacintae
Potamarius usumacintae és una espècie de peix de la família dels àrids i de l'ordre dels siluriformes.

## Morfologia
- Els mascles poden assolir 59,5 cm de longitud total.[5]

## Hàbitat
És un peix d'aigua dolça i de clima tropical.

## Distribució geogràfica
Es troba a Centreamèrica: és una espècie de peix endèmica de la conca del riu Usumacinta (Guatemala i Mèxic).